# 奧爾德伯里
奧爾德伯里（Oldbury）是英國的一座城鎮，位於英格蘭西米德蘭茲郡。這裡出身過眾多名人。